# Dragon (rasa gołębia)

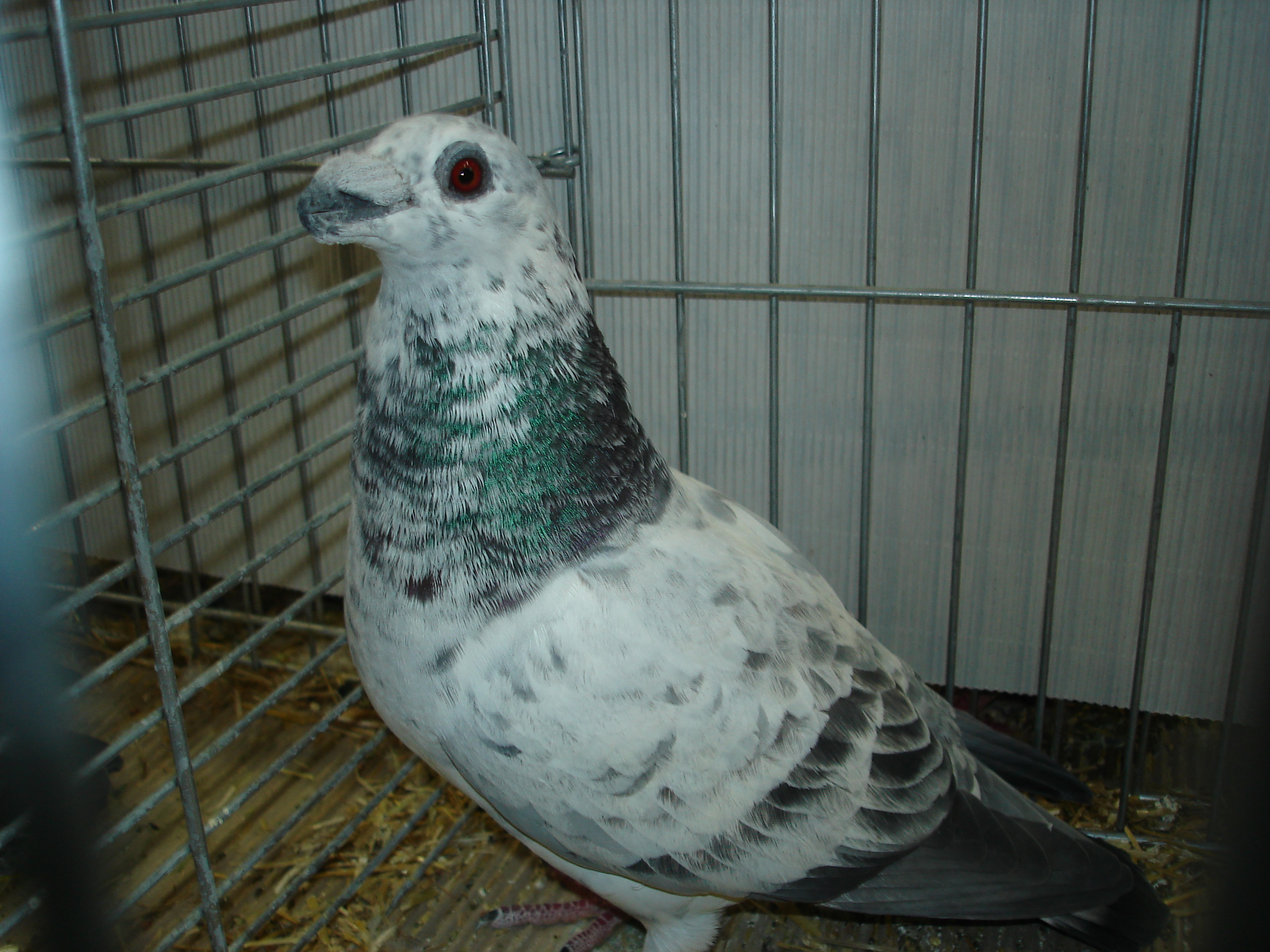
Dragon

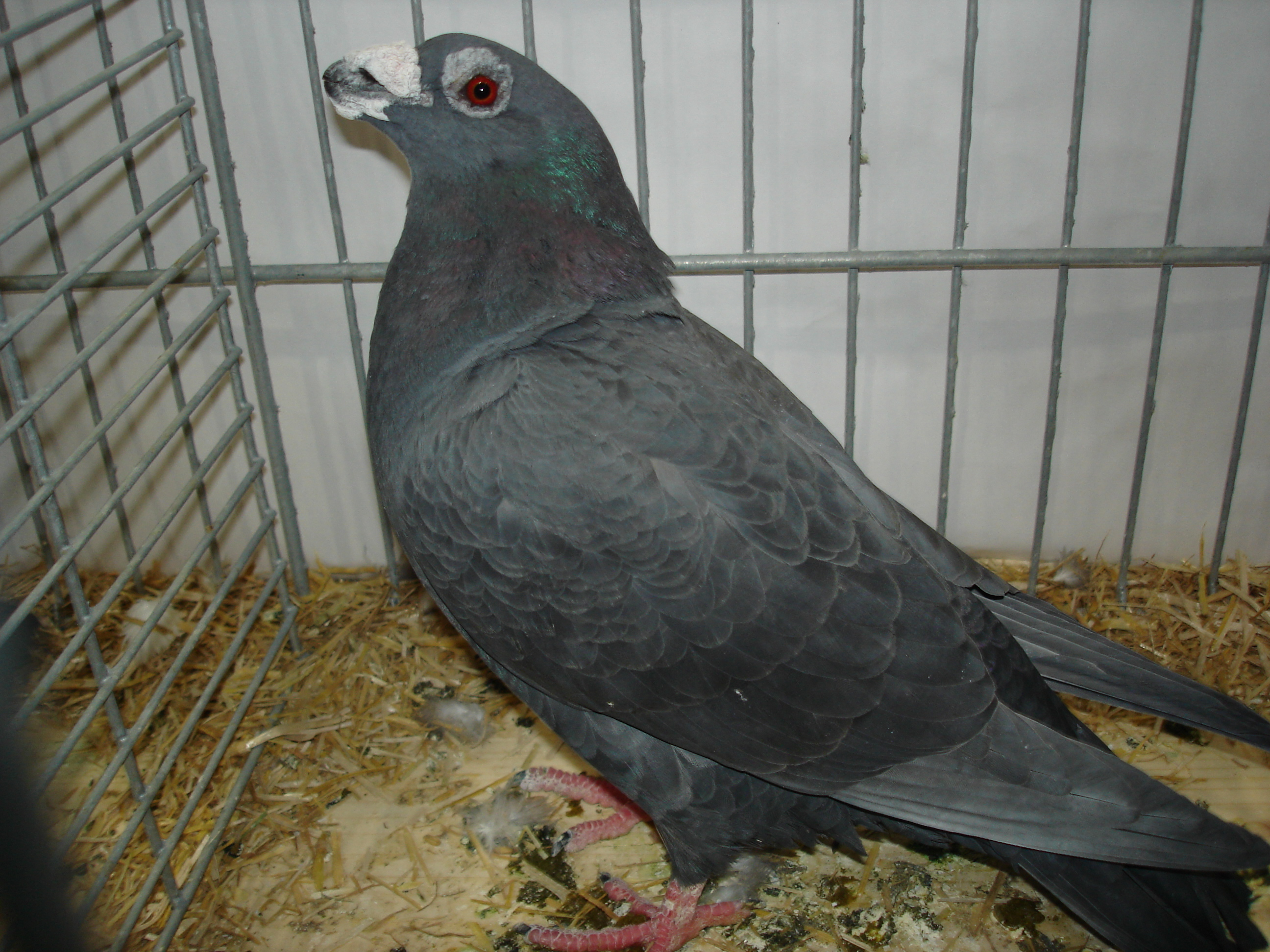
Dragon

Dragon – rasa gołębia domowego.

## Pochodzenie
Dragony są typowymi brodawczakami, a więc należą do grupy 2 gołębi rasowych
Pochodzenie dragonów jest niepewne. Wiadomo tylko, że współczesne dragony pochodzą z Anglii i są wynikiem wielowiekowej pracy hodowlanej angielskich hodowców. Pojawiły się na wyspach brytyjskich mniej więcej w tym samym czasie co kariery. Dragony opisywano w literaturze od 1735 roku.
Zarówno dragony i kariery miały blisko spokrewnionych przodków, przywiezionych z Bliskiego Wschodu. W literaturze angielskiej protoplasta dragona występuje pod nazwą horseman pigeon. Analogicznie nazwali go Niemcy: Reiter-Taube, Ritter-Taube (gołąb-jeździec, rycerz, dragon). Prace nad karierem i dragonem postępowały w dwóch kierunkach, a ich wynikiem są współczesne kariery oraz dragony. W przeszłości gołąb rasy horseman (jeździec) musiał być – jak chcą niektórzy – zbliżony pokrojem do pierwotnego typu kariera. Literatura dotycząca garłacza angielskiego podaje, że protoplastą dżentelmena wśród garłaczy (garłacz angielski) jest także horseman. W Szkocji hodowany jest garłacz, który wręcz zwany jest horsemanem. Obecnie nie wiadomo, jak dokładnie wyglądał w XVIII wieku pierwotny horseman – od dawna się go nie hoduje. Być może był on podobny do hodowanych w południowo-wschodniej Polsce tzw. greków – można dopatrzyć się pewnego podobieństwa między dragonem a grekiem, a niektórzy hodowcy nawet je mylą.
Pierwszy opis dragona (autorstwa Moore'a) ukazał się w literaturze hodowlanej już w roku 1735. Jego zdaniem dragony to wynik krzyżowania gołębi jeźdźców z turkami. Według innych autorów (np. Dürigena) dragon jest krzyżówką karierów z turkami. Według Karola Darwina dragony są rasą starszą od karierów. Dawna literatura podaje, że dragon ma także domieszkę krwi mewek angielskich. Inni twierdzą, że dragon jest mieszańcem belgijskiego gołębia pocztowego i karierem starego typu.
Podczas gdy hodowcy karierów starali się maksymalnie wydłużyć odpowiednie części ciała gołębia, hodowcy dragonów mieli inny cel: dążyli do stworzenia gołębia silnego, o harmonijnej budowie, niezbyt rosłego, dobrze latającego, odpornego i wytrzymałego w locie (do XIX stulecia dragony zaliczane były do gołębi pocztowych).
Początkowo dragony były hodowane w dwóch typach: Londyn i Birmingham. Obecnie obowiązuje jeden wzorzec.

## Budowa
Sylwetka dragona jest wyjątkowa i nie posiada żadnej repliki w postaci innej rasy. Da się wpisać w kwadrat (lub prostokąt o bokach zbliżonych do siebie długością), w którym głowa znajduje się w górnym rogu kwadratu, a linia grzbietu i ogona stanowi jego przekątną. Ogon, stosunkowo krótki, nie dotyka podstawy kwadratu. Grzbiet i ogon ułożone są więc w stosunku do poziomu pod kątem 45 stopni. Dragon nosi głowę poziomo, a w postawie paradnej podnosi nieco dziób, jakby patrzył w niebo lub zrywał się do lotu. Niektóre inne rasy gołębi także mają sylwetkę ciała pod kątem do poziomu, są to jednak głównie gołębie o smukłej budowie (np. kariery, garłacze). O wyjątkowej budowie ciała dragona świadczy też jego głowa, przede wszystkim dziób.
Dziób dragona jest średniej długości, tępo zakończony, mocny. Dolna jego część jest lustrzanym odbiciem górnej. Obie części winny dobrze do siebie przylegać. Hodowcy przygotowując swoje dragony do wystawy czasem piłują dzioby gołębi z małą wadą. Woskówki nosowe, które rosną przez całe życie ptaka, u starszych gołębi rozpoczynają się od jednej trzeciej dzioba i biegną do czoła, tworząc z nim jedną linię, u ptaków młodych tworzą klin dobrze dopasowany do czoła. U starszych dragonów w dolnej części dzioba dopuszczalne są niewielkie brodawki, nie są jednak mile widziane.
Głowa od brwi w kierunku dzioba ukształtowana jest klinowo. Patrząc na nią z góry, tworzy z dziobem także klin. Oczy dragonów są żywe, błyszczące, pomarańczowe, czerwone i rubinowoczerwone, a to w zależności od koloru upierzenia. Brew powinna być podwójna, zwężająca się w tylnej części oczu, a więc niesymetryczna. Nie może występować ponad górną linię głowy, jak np. u kilkuletnich indianów i brodawczaków staropolskich. Nie może też dotykać woskówek u gołębi niezbyt starych. U dragonów z czarnym dziobem brew jest niebieskoszara, z rogowym dziobem jasna, a u ptaków z jasnym dziobem cielista. Także u białych jest cielista, biało przypudrowana.
Głowa powinna być mocno osadzona w szyi. W miejscu spotkania głowy z szyją zauważalne jest wysklepienie, delikatny garb (niem. Hengstnacken). Szyja pełna, krótka, tylko nieznacznie zwężająca się ku górze. Sama szyja jest stosunkowo krótka, noszona pod kątem, pierś zaś pełna, zaokrąglona i nieco wysunięta do przodu, lecz nie poza linię prostopadłą, przechodząca przez koniec dzioba. Tułów powinien być zwarty i tworzyć w postawie paradnej kąt 45 stopni. Nogi zaś są mocne, szeroko osadzone, nieopierzone nieco przesunięte do tyłu i dlatego może się wydawać, że dragon jest w każdej chwili gotowy do lotu. Skrzydła ma dragon mocne, szerokie, przylegające, dobrze przykrywające plecy. Upierzenie powinno być sprężyste i przylegające do ciała.

## Kolory upierzenia
Dragony występują w pięciu podstawowych kolorach: białym, czarnym, niebieskim, czerwonym i żółtym.
Najbardziej typową budowę posiadają dragony niebieskie z dwoma czarnymi pasami. Dragony niebieskie mają bardzo proporcjonalnie ukształtowaną głowę, a co za tym idzie dziób i brwi. Licznie występują także niebieskie dragony z czarnymi plamkami na skrzydłach (grochowe). Pióra na szyi niebieskich dragonów powinny mieć połysk metaliczno-zielony, a brwi  muszą być szare.
Dużymi zaletami odznaczają się dragony czarne. Czerń powinna być głęboka, a szyja mieć metaliczny, zielonkawy połysk. Nie mają jednak takich walorów jak czarne hiszpany, czy duńskie lotne. Dziób czarnych dragonów, jak u niebieskich jest zawsze czarny. Spotyka się dragony czarne, na skrzydłach których dostrzec można ciemniejsze pasy. Nie jest to wada całkowicie dyskwalifikująca. Zazwyczaj są to osobniki o proporcjonalnej budowie.
Białe dragony mają oczy ciemne i cielistą, biało przypudrowaną obwódkę. Upierzenie zdrowego białego dragona ma połysk srebrzysty, szczególnie na szyi. Praca hodowców białych dragonów zwykle skupia się na poprawieniu wielkości woskówek oraz ujednoliceniu pokroju. Spotyka się także dragony białe o rubinowych oczach i rogowym dziobie. Nie jest to albinos, lecz potomek w drugim lub kolejnym pokoleniu czerwonych lub żółtych szymli.
Rzadziej spotyka się dragony czerwone i żółte. Nie zawsze kolor czerwony i żółty jest dostatecznie intensywny. Ponadto dziób u czerwonych i żółtych jest stosunkowo płaski, a woskówki niedostatecznie wykształcone. Być może dlatego czerwone i żółte osobniki niechętnie są hodowane przez miłośników dragonów. Pióra na szyi dragonów czerwonych powinny być metaliczno-czerwone, u żółtych zaś złote.
Efektownie i przybliżone w budowie do dragonów niebieskich są niebiesko-płowe, czerwono-płowe oraz żółto-płowe. Pióra na szyi żółto-płowych mają odcień różowy, a czerwono-płowych czerwono-zielony. Czerwono-płowe i żółto płowe – analogicznie jak u niebieskich – mogą mieć odpowiedniego koloru plamki (grochy). Znane są też szymle (grizli) niebieskie, czerwone i żółte. U szymli wymaga się, aby pigmenty na skrzydłach były w miarę równo rozłożone. Piękne szymle można uzyskać wówczas, kiedy niebieskiego szymla kojarzy się z niebieskim z pasami, czerwonego zaś szymla  z czerwonym, a żółtego z żółtym.
Ostatnio dzięki pracy hodowlanej wielu miłośników dragonów spotyka się czarne tygrysy, czarne, niebieskie i płowe nakrapiane.
Z hodowli powinno się usuwać dragony o delikatnej budowie, cienkim i długim dziobie, kanciastej głowie, bez tzw. końskiej szyi, oraz gołębie, które już w pierwszym roku życia mają bardzo duże woskówki i szerokie brwi.
Dragony troskliwie opiekują się swoimi młodymi. Bez trudności jedna para może wykarmić i wychować sześć do osiem młodych, pod warunkiem że rodzice będą odpowiednio karmieni. Dragony chętnie jedzą duże ziarna, ale nie gardzą też prosem i innymi drobnymi nasionami.
Dragony posiadające cechy budowy ciała w czymkolwiek przypominające kariera lub indiana (np. delikatna budowa, długa szyja, kanciasta głowa, cienki dziób), ulegają dyskwalifikacji. Przy ocenie dragonów bierze się pod uwagę głównie budowę głowy (dziób, woskówki, oczy, brew), typową dla dragona postawę, a także kolor upierzenia. Kolor upierzenia nie odgrywa jednak takiej roli przy ocenie jak budowa głowy i postawa. Przy selekcji stada i ocenie uwzględnia się wiek gołębia oraz płeć.